# Die Sendung

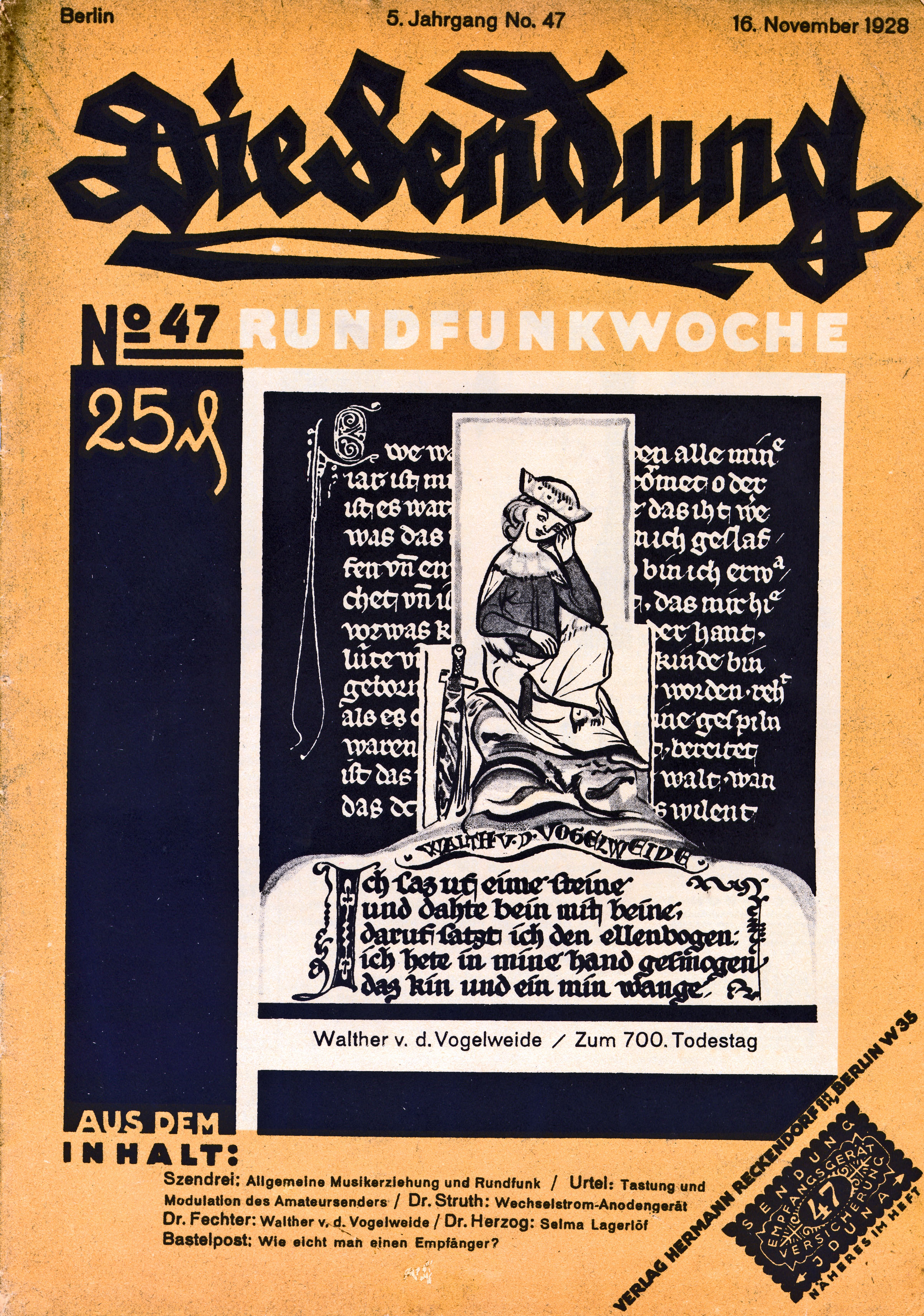
Die Sendung vom 16. November 1928

Die Sendung. Rundfunkwoche war eine Rundfunkzeitschrift in Berlin von 1924 bis 1941.

## Geschichte
Im April 1924 erschien  Die Sendung als eine der ersten deutschen Rundfunkzeitschriften  zunächst monatlich im Verlag Hermann Reckendorf. Erster Schriftleiter war Ludwig Werner, die Gestaltung war von Adolphy.
Seit dem 27. Juli 1924 erschien Die Sendung wöchentlich.  Sie enthielt die Programme aller deutschsprachigen Rundfunkanstalten, sowie weitere Beiträge zum Thema Rundfunk.
Nach der Enteignung des jüdischen Verlages Hermann Reckendorf 1933 wurde die Zeitschrift mit einer nationalsozialistischen Ausrichtung bis 1941 weitergeführt.